# Мимоза (коктейль)
«Мимо́за» (англ. Mimosa) — алкогольный коктейль, представляющий собой смесь шампанского и свежего апельсинового сока. Алкогольной основой коктейля является игристое вино. Относится к тому же типу коктейлей, что и «беллини», «россини», «тинторетто». Классифицируется как газированный коктейль. Входит в число официальных коктейлей Международной ассоциации барменов (IBA), категория «Современная классика» (англ. Contemporary classics).

## История
Коктейль был придуман барменом лондонского джентельменского клуба «Buck's Club» (англ.), Макгарри (McGarry), в 1921 году. Изначальное название было «Buck’s Fizz» и доля шампанского была в два раза больше.

## Популярность напитка
Коктейль «Мимоза» является одним из официальных коктейлей Международной ассоциации барменов, что свидетельствует о его популярности у публики и о его признании в профессиональном мире. Коктейль принято подавать на поздних завтраках и на свадьбах гостям.

## Приготовление коктейля
Коктейль представляет собой смесь в равных частях охлаждённого свежевыжатого апельсинового сока и шампанского (согласно рецепту Международной ассоциации барменов — просекко) или любого игристого вина. Подаётся в высоком и узком фужере для шампанского.